# Calliodentalium callipeplum
Calliodentalium callipeplum är en blötdjursart som först beskrevs av Dall 1889.  Calliodentalium callipeplum ingår i släktet Calliodentalium och familjen Calliodentalium. Inga underarter finns listade i Catalogue of Life.